# Хахалы
Хаха́лы — деревня в городском округе Семёновский, административный центр Хахальского сельсовета.

## Легенда происхождения названия населённого пункта
Уже в XV веке Керженский край достаточно густо заселяется. Здесь появляются первые деревни, первые населённые пункты — монастырские землевладения. Здесь основалось и поселение Хахалы. Оно возникло в тот же период, когда осваивали Керженские территории и землевладельцем являлся Макарьевский монастырь. Слово Хахалы имеет марийские корни и может переводится как «высокие горы». Слово Керженец также имеет марийское происхождение, переводится как «левый берег». Эти названия представляют собой свидетельство о существовавшей культуре местных жителей.
Беда краеведов в том, что нет никаких письменных источников, нет свидетельств — но есть легенды: в окрестностях села Хахалы есть озёра с говорящими названиями — Ватага, Ватажка, Падка, Кривое озеро, омут Большой и омут Малый. Был и кордон с красноречивым названием Братки — это всё следы орудовавших здесь разбойников.
Ходят предания о богатых лесных кладах. В одном месте на берегу лесного чёрного озера скрыто, говорят, в значительном количестве разбойничье добро и товары макарьевского купца (сгнившие давно). В другом месте, говорят, «„заклёпано“ в дупло громадного дуба много всякого разбойничьего оружия» (впрочем, было бы наивно полагать, что никто в этих местах не побывал). Керженские места безлюдные, болотные, и все когда-то проложенные по берегу до волжского Макария дороги упираются в Керженский заповедник — запретное ныне место для всяческого передвижения. Те озёра, которые порастеряли свои имена и зовутся которое — Дальним, которое — Ближним, да ещё, может, по сорту рыбы, в них обитающей, да по цвету воды — Светлое да Тёмное.

## Керженец под Хахалами
«Сто лет назад тут было керженское плёсо, убежище несметных табунов горбатого леща. Оно, это плёсо, кормило рыбой и Хахалы, и Красную Горку. И другие деревни знали сюда дорогу. Потом Керженец, видно, обиделся, себе другое русло проложил, а из плёса ушёл. И стала тут старица, длинное озеро с названием Лещёво».
Сергей Афоньшин, «Заволжские родники».
 В Хахалах на Керженце можно открыть ещё одну почти утраченную страницу культуры лесного Заволжья — ботники. Так называли долблёные лодки-однодеревки. Ботники — лодочки, на которых раньше старообрядцы плавали по Керженцу, Они сделаны из одного дерева — традиционная форма, очень типичная для этих мест.

## Церковь
В селе Хахалы была построена в 1898 году тщанием прихожан Покровская церковь. Здание церкви было деревянное, на каменном фундаменте, крепкое, крыто железом.
Тем не менее Постановлением Семёновского райисполкома от 21 октября 1934 года была решена судьба церквей сразу в 14 сёлах, в том числе и в Хахалах: «В сёлах Богоявление, Перелаз, Пятницкое, Медведево, Пафнутово, Тюлени, Лыково, Святицы, Рождественское, Хахалы, Дрюково, Овсянка, Чистое Поле, Спасское по сие время проводится колокольный звон, мешает учебным занятиям, расположенным вблизи. В некоторых сёлах вредно действует на больных, нарушает работу промартелей, льнозавода. Колокольный звон запретить».
Впрочем, после многих лет небытия в 2015 году, благодаря жертвователям и попечителям, начинает возобновляться церковная жизнь. 27 мая 2017 года на вновь строящуюся часовню-храм в честь Покрова Пресвятой Богородицы были освящены и подняты купол и крест. Строительство ведётся на том же месте, где когда-то и стояла Покровская церковь 1898 года постройки.
Также в Семёновском уезде при р. Керженце, в 25-ти верстах к юго-востоку от Семёнова, близ деревни Хахалы стоял Керженский (Керженецкий) Благовещенский монастырь.

## Местоположение
Деревня располагается на левом берегу реки Керженец.
Добраться в Хахалы можно рейсовым автобусом из г. Семёнова.
Хахалы является популярным местом начала маршрутов сплава на байдарках благодаря наличию автомобильной дороги и автобусного маршрута.
| 2002 | 2010 |
| ---- | ---- |
| 539  | ↘506 |